# Maison La Taverne
La maison La Taverne est un édifice situé à Barou-en-Auge, dans le département français du Calvados, en France. Elle est inscrite au titre des Monuments historiques.

## Localisation
Le monument est situé au centre du bourg de Barou-en-Auge.

## Historique
La ferme de la Taverne était autrefois une taverne-auberge.

## Architecture
La façade est à pans de bois, typique du pays d'Auge situé à l'est de la commune, le soubassement et les pignons sont en moellons calcaires, typiques de la plaine de Caen située à l'ouest. Les pans de bois sont encorbellés.
L'édifice est inscrit au titre des Monuments historiques depuis le 22 mars 1930.